# Bahnstrecke Luxemburg–Bettemburg Grenze
| Ein CFL-Triebzug der Reihe 2200 im Bahnhof Luxemburg |                      |                                   |                                   |
| Streckennummer: | Ligne 6 (CFL)        |                                   |                                   |
| Kursbuchstrecke: | 60 60A 60B 60C 90    |                                   |                                   |
| Streckenlänge: | 16,6 km              |                                   |                                   |
| Spurweite: | 1435 mm (Normalspur) |                                   |                                   |
| Stromsystem: | 25 kV 50 Hz ~        |                                   |                                   |
| Streckengeschwindigkeit: | 140 km/h             |                                   |                                   |
| Zweigleisigkeit: | durchgehend          |                                   |                                   |
| |                      |                                   |                                   |
| \| \| \| nach Spa und nach Wasserbillig \| \| \| \| 16,7 \| Luxemburg[1] \| Luxemburg[1] \| \| \| 16,1 \| N 3 \| N 3 \| \| \| \| von/nach Namur \| \| \| \| 14,4 \| Howald 1943 nicht aufgelistet \| Howald 1943 nicht aufgelistet \| \| \| \| A1 \| \| \| \| 12,8 \| Ende der Neubaustrecke \| Ende der Neubaustrecke \| \| \| \| A3 \| \| \| \| \| von und nach Oetrange \| \| \| \| 9,1 \| Berchem 1943: Berchem (Luxemburg) \| Berchem 1943: Berchem (Luxemburg) \| \| \| \| A3 \| \| \| \| 5,9 \| Überwerfungsbauwerk \| Überwerfungsbauwerk \| \| \| 5,8 \| Beginn der Neubaustrecke \| Beginn der Neubaustrecke \| \| \| 5,2 \| Bettembourg 1943: Bettemburg \| Bettembourg 1943: Bettemburg \| \| \| \| von und nach Esch \| \| \| \| \| von Volmerange-les-Mines \| \| \| \| \| CFL Terminal KV \| \| \| \| 0,8 \| A13 \| A13 \| \| \| \| \| \| \| \| 0,0 203,8 \| Grenze Luxemburg/Frankreich \| Grenze Luxemburg/Frankreich \| \| \| \| nach Diedenhofen/Metz \| \| |                      |                                   |                                   |
| |                      | nach Spa und nach Wasserbillig    |                                   |
| Bahnhof | 16,7                 | Luxemburg                         | Luxemburg                         |
| Strecke mit Straßenbrücke | 16,1                 | N 3                               | N 3                               |
| Abzweig geradeaus, nach rechts und von rechts |                      | von/nach Namur                    | von/nach Namur                    |
| Haltepunkt / Haltestelle | 14,4                 | Howald 1943 nicht aufgelistet     | Howald 1943 nicht aufgelistet     |
| Strecke mit Straßenbrücke |                      | A1                                | A1                                |
| Verschwenkung von links · Verschwenkung von rechts | 12,8                 | Ende der Neubaustrecke            | Ende der Neubaustrecke            |
| Brücke · Strecke |                      | A3                                | A3                                |
| Strecke · Abzweig geradeaus, nach links und von links |                      | von und nach Oetrange             | von und nach Oetrange             |
| Strecke · Bahnhof | 9,1                  | Berchem 1943: Berchem (Luxemburg) | Berchem 1943: Berchem (Luxemburg) |
| Strecke · Strecke mit Straßenbrücke |                      | A3                                | A3                                |
| Strecke nach halblinks · Strecke nach halbrechts | 5,9                  | Überwerfungsbauwerk               | Überwerfungsbauwerk               |
| Strecke von halblinks · Strecke von halbrechts | 5,8                  | Beginn der Neubaustrecke          | Beginn der Neubaustrecke          |
| Bahnhof | 5,2                  | Bettembourg 1943: Bettemburg      | Bettembourg 1943: Bettemburg      |
| Abzweig geradeaus, nach rechts und von rechts |                      | von und nach Esch                 | von und nach Esch                 |
| Abzweig geradeaus und nach rechts |                      | von Volmerange-les-Mines          | von Volmerange-les-Mines          |
| Dienststation / Betriebs- oder Güterbahnhof |                      | CFL Terminal KV                   | CFL Terminal KV                   |
| Strecke mit Straßenbrücke | 0,8                  | A13                               | A13                               |
| |                      |                                   |                                   |
| Grenze | 0,0 203,8            | Grenze Luxemburg/Frankreich       | Grenze Luxemburg/Frankreich       |
| |                      | nach Diedenhofen/Metz             |                                   |

Die Bahnstrecke Luxemburg–Bettemburg Grenze ist eine Bahnstrecke im Großherzogtum Luxemburg zwischen der Hauptstadt Luxemburg und der Grenze zu Frankreich bei Düdelingen. Sie ist der nördliche Abschnitt der Bahnstrecke (Metz)–Thionville–Luxemburg. Die Strecke ist 16,6 km lang.

## Geschichte
Die Strecke wurde nach langen Diskussionen von der Wilhelm-Luxemburg-Bahn (GL) gebaut und am 5. Oktober 1859 eröffnet. Sie war von Beginn an der Compagnie du chemin de fer de Paris à Strasbourg, der späteren Compagnie des Chemins de fer de l’Est (EST) zum Betrieb verpachtet.
Nach dem Deutsch-Französischen Krieg ging die EST, soweit sie nun im Reichsland Elsaß-Lothringen lag, in das Eigentum des Deutschen Reichs über, das dieses Netz nachfolgend in den Reichseisenbahnen in Elsaß-Lothringen (EL) organisierte. Nach hinhaltendem Widerstand Luxemburgs übernahm die EL aufgrund eines Staatsvertrags auch die Betriebsrechte der EST auf der GL in Luxemburg und damit auch auf der Bahnstrecke Luxemburg–Bettemburg Grenze–Thionville. Ab 1919 übernahm die Administration des chemins de fer d’Alsace et de Lorraine (AL) in Nachfolge der EL die Betriebsrechte, nachdem Elsass und Lothringen in Folge des Ersten Weltkriegs wieder an Frankreich gefallen waren. Die AL ging 1938 mit allen Rechten in der neu gegründeten SNCF auf. Im Zweiten Weltkrieg besetzte Deutschland das Großherzogtum Luxemburg und gliederte alle dortigen Bahnen in die Deutschen Reichsbahn ein. Seit Gründung der Société Nationale des Chemins de Fer Luxembourgeois (CFL) 1946 gehört die Strecke zu dieser.

## Neubaustrecke
Seit 2016 wird an einer neuen Strecke entlang der Autobahn 3 gearbeitet, die die bestehende entlasten soll. Die neue Strecke beginnt bei Howald und endet nach rund 7 Kilometer in Bettembourg. Die ursprünglich für 2024 vorgesehene Fertigstellung verzögert sich.